# Trey Lewis (cestista)
Joseph Lewis III, detto Trey (Garfield Heights, 18 ottobre 1992), è un cestista statunitense.
Da universitario ha giocato per i Penn State Nittany Lions.